# Општина Ацел (Сибињ)
Ацел (рум. Aţel) општина је у Румунији у округу Сибињ.
Oпштина се налази на надморској висини од 443 m.